# Robert Bruce
Robert I (Roibert a Briuis v srednjeveški gelščini, Raibeart Bruis v sodobni škotski gelščini in Robert de Brus ali Robert de Bruys v normanski francoščini), v sodobni angleščini večinoma znan kot »Robert the Bruce«, * 11. julij 1274, † 7. junij 1329), kralj Škotske (1306 – 1329).
Čeprav je bil po očetovi strani škotsko-normanskega porekla, po materini pa galskega, je postal eden največjih škotskih kraljev. Slovel je kot največji bojevnik svojega časa.